# Lijst van beelden in Steenbergen
Dit is een (onvolledige) chronologische lijst van beelden in Steenbergen. Onder een beeld wordt hier verstaan elk driedimensionaal kunstwerk in de openbare ruimte van de Nederlandse gemeente Steenbergen (provincie Noord-Brabant), waarbij beeld wordt gebruikt als verzamelbegrip voor sculpturen, standbeelden, installaties, gedenktekens en overige beeldhouwwerken.
| Geplaatst | Omschrijving                      | Kunstenaar            | Straat            | Plaats          | Materiaal   | Afbeelding |
| --------- | --------------------------------- | --------------------- | ----------------- | --------------- | ----------- | ---------- |
| 1929      | Heilig Hartbeeld                  | Atelier Cuypers & Co. | Markt             | Steenbergen     | brons       |            |
| 1958      | Oorlogsmonument                   | Niel Steenbergen      | Kerkplein         | Steenbergen     | natuursteen |            |
| 1967      | Merijntje Gijzen                  | Joop Vlak             | Voorstraat        | Nieuw-Vossemeer | brons       |            |
| 1981      | Heraut                            | Léon Vermunt          | Voor gemeentehuis | Steenbergen     |             |            |
| 1985      | Monument 1940-1945                | Léon Vermunt          | Raadhuisplein     | Dinteloord      | brons       |            |
| 1989      | Monument voor pastoor Van Schaik  | Hein Vree             | Achterstraat      | Nieuw-Vossemeer | brons       |            |
| 1990      | Monument in het Stadspark         |                       | Stadspark         | Steenbergen     |             |            |
| 1993      | Monument op de R.K. begraafplaats |                       | Nassaulaan        | Steenbergen     |             |            |
|           | Twee vrouwen                      |                       | Westvoorstraat    | Dinteloord      |             |            |